# Feldberg (Monti del Kaiser)
Il Feldberg  è una montagna alta 1 813 m sul livello del mare sita nei Monti del Kaiser nel Tirolo, in Austria.
La vetta è raggiungibile tramite una facile escursione in montagna direttamente da Griesenau oppure passando per lo Stripsenjochhaus e lo Stripsenkopf.

## Alpinismo
Dal parcheggio del casello Kaiserbachtal, si cammina per circa un chilometro nella valle fino alla diramazione a destra del sentiero alpino per la Obere Scheibenbichlalm. Poco prima della malga Untere Scheibenbichlalm (1 280 m), i prati alpini aperti offrono la prima vista sul gigantesco sfondo roccioso del Wilder Kaiser. Dopo la Obere Scheibenbichlalm, uno stretto sentiero con passaggi rocciosi e assicurati da corde conduce sulla lunga cresta del Feldberg fino alla croce del Feldberg (1 813 m). Dopo una sosta in vetta con panorama, si prosegue sotto lo Stripsenkopf passando per l'Hundskopf e il Tavonarokreuz fino alla Stripsenjochhaus.

### Per gli escursionisti
Si può fare una deviazione fino allo Stripsenkopf con il suo padiglione panoramico (1 807 m). Si noti che si tratta di un sentiero di montagna impegnativo fisicamente. Tornati al punto di partenza, il parcheggio all'inizio della valle Kaiserbachtal, e scesi attraverso il Wildanger. Superate la "Steinernen Rinne" e la "Großer Griesner Tor" per raggiungere la Griesner Alm. Da qui, con una passeggiata lungo il sentiero escursionistico che costeggia il torrente Kaiserbach, si ritorna al parcheggio del casello Kaiserbachtal.